# دانیل وانکان
دانیل وانکان (پرتغالی: Daniel Vançan؛ زادهٔ ۲۵ اکتبر ۱۹۹۶) بازیکن فوتبال اهل برزیل است.